# Voetbalkampioenschap van Elbe
Het voetbalkampioenschap van Elbe was een van de regionale voetbalcompetities van de Midden-Duitse voetbalbond, die bestond van 1919 tot 1923. De kampioen plaatste zich telkens voor de Midden-Duitse eindronde en maakte zo ook kans op de nationale eindronde. 
De competitie verenigde de competities van Altmark, Anhalt, Harz en Midden-Elbe. Na vier jaar werd beslist om de competities opnieuw op te splitsen. De oude competities werden opnieuw zelfstandig, aangevuld met de nieuwe competities van Jeetze en Elbe-Bode, die daarvoor wel ook al als tweede klasse bestonden. 

## Erelijst
- 1920 Magdeburger SC 1900
- 1921 FC Preußen 1899 Magdeburg
- 1922 FV Fortuna 1911 Magdeburg
- 1923 SuS Magdeburg

1919/20 · 1920/21 · 1921/22 · 1922/23